# USS Iwo Jima (LPH-2)
USS Iwo Jima (LPH-2) byla vrtulníková výsadková loď Námořnictva Spojených států amerických třídy Iwo Jima. Byla první lodí stavěnou od počátku pro tento účel a druhou postavenou lodí amerického námořnictva tohoto jména. Název lodi je odvozen od bitvy o Iwodžimu (také její sesterské lodě jsou pojmenovány podle významných bitev, ve kterých bojovala námořní pěchota). 
Plavidlo bylo stavěno jako nosič vrtulníků a výsadku 2 000 vojáků americké námořní pěchoty. Vrtulníků bylo přibližně 30. Původní obrannou výzbroj tvořilo pouze osm 76mm protiletadlových kanónů. Na konci 80. let se změnila na čtyři 76mm protiletadlové kanóny, dvě osminásobná odpalovací zařízení Mk 29 protiletadlových řízených střel moře-vzduch Sea Sparrow a dva 20mm hlavňové systémy blízké obrany Phalanx s rotačním šestihlavňovým 20mm kanónem M61 Vulcan. Phalanx sloužil pro blízkou obranu, zejména proti útoku protilodních střel.
V 60. letech byla Iwo Jima nasazena ve válce ve Vietnamu. V roce 1970 byla vlajkovou lodí svazu TF 130, který čekal na přistání kosmické lodi Apollo 13 a vyzvedl z mořské hladiny její posádku. Ve filmu Apollo 13 z roku 1995 však Iwo Jimu představovala její sesterská loď USS New Orleans (LPH-11). Iwo Jima se účastnila války v Zálivu. Ze služby byla vyřazena v roce 1993 a v roce 1995 sešrotována.
Velitelský ostrov lodi je nyní vystaven v The Museum Of The American GI v College Station v Texasu. 